# Alex Ross
Nelson Alexander "Alex" Ross (nascido em 22 de janeiro de 1970) é um escritor/artista americano conhecido por suas ilustrações em histórias em quadrinhos, como capas em HQs e design, aclamado pelo realismo fotográfico de seu trabalho. Ross é, de longe, o mais proeminente pintor dos quadrinhos, além de ser conhecido por sua paixão pelos visuais antigos de personagens clássicos e pelo lado místico dos super-heróis. Nos últimos dez anos, a maioria de suas obras foi direcionada para as duas grandes editoras do gênero: a Marvel Comics e a DC Comics. Ele também é co-criador da série Astro City, que explora o mito dos super-heróis.
Alex Ross ficou mundialmente conhecido com a minissérie Marvels, editada originalmente em quatro partes, em que ele colaborou com o escritor Kurt Busiek, que fala sobre o ponto de vista de pessoas comuns em um mundo recém-apresentado aos super-heróis. Entre os trabalhos de Ross, destacam-se a minissérie de 1996 O Reino do Amanhã (The The Kingdom Come), que co-escreveu juntamente com Mark Waid, que fala sobre um futuro violento onde os humanos não conseguem mais conviver com os super-humanos. Ross também colaborou com a trilogia Terra X (Earth X), que consiste nas seguintes obras: Terra X, Universo X e Paraíso X, que é uma série limitada de histórias em quadrinhos produzida em 1999 para a Marvel Comics, escrita por Jim Krueger, com arte de John Paul Leon, mas foi baseada em notas de Alex Ross sobre a ideia de um futuro distópico do Universo Marvel. Ross, desde então, tem feito uma variedade de projetos tanto para a Marvel Comics quanto para a DC Comics, além de vários projetos para a Dynamite Entertainment.
Seu trabalho no cinema inclui o conceito e a arte narrativa para Homem-Aranha (filme) e Homem-Aranha 2 e a arte para o filme Corpo Fechado (Unbreakable), de M. Night Shyamalan, com Bruce Willis e Samuel L. Jackson. Ross também fez capas para a revista TV Guide, a arte promocional para o Oscar, cartazes e design de capas para jogos de vídeo game e suas interpretações de super-heróis foram comercializados como action figures.
O estilo de Ross tem sido elogiado por suas representações humanas com efeitos realistas de personagens clássicos dos quadrinhos. Seu estilo de renderização, sua atenção ao detalhe e a tendência percebida em seus personagens a serem descritos com o olhar perdido na distância em imagens de capa foi satirizado na revista MAD.
Por causa do tempo que Ross leva para produzir sua arte, ele atua principalmente como ilustrador de capa para as revistas em que trabalha.

## Início da Vida
Alex Ross nasceu em Portland, Oregon, e foi criado em Lubbock, Texas, por seu pai, Clark Ross — que é oferendo em uma igreja evangélica — e sua mãe, Lynette Ross, uma artista comercial, da qual Alex Ross aprenderia muitas das marcas de seu estilo artístico. Ross atualmente mora em Chicago, mas começou a desenhar aos três anos de idade e foi influenciado pela primeira vez por super-heróis, quando assistiu um episódio da série de TV infantil do Homem-Aranha produzido pela The Electric Company.
Ele tentou imitar o estilo de George Pérez e também viria a ser influenciado pelos artistas de história em quadrinhos John Romita Sr., Neal Adams e Bernie Wrightson. Aos 16 anos, Ross descobriu a obra realista de ilustradores como Andrew Loomis e Norman Rockwell e imaginou um dia ver esses estilos aplicados à arte dos quadrinhos.
Aos 17 anos, começou a estudar pintura na Academia Americana de Arte de Chicago, onde sua mãe havia estudado. Durante seus anos lá, Ross descobriu o trabalho de artistas como JC Leyendecker e Salvador Dalí, cuja "qualidade hiper-realista" Ross observou como não foi muito distante dos quadrinhos. Foi nessa época que ele formou a ideia de pintar suas próprias histórias. Ross se formou após três anos.

## Carreira

### Década de 1990
Depois de se formar, Ross conseguiu um emprego em uma agência de publicidade como um desenhista de storyboard. O trabalho de histórias em quadrinhos foi publicada pela primeira vez foi em 1990, chamada Terminator: The Burning Earth, em cinco edições escritas por Ron Fortier e publicadas pela NOW Comics. Ross criou toda a arte pela coloração através de lápis para a série. Logo depois, Ross realizou um trabalho semelhante em uma variedade de títulos ao longo dos próximos anos. Em 1993, ele fez sua primeira versão de super-herói pintada, a capa de um romance de Superman, chamado Superman: Doomsday & Beyond, que no Brasil ficou conhecida como Super-Homem: Morte e Ressurreição pela Editora Abril, em 1995.
Durante este tempo, Ross reuniu com o escritor Kurt Busiek e os dois começaram a apresentação de propostas para uma nova série, onde as pinturas de Ross fizessem parte da arte interna. A Marvel concordou com o projeto que iria dizer muito da história do Universo Marvel a partir da perspectiva de uma pessoa comum. Então, surgiu a série limitada Marvels, em 1994, que narra a vida de pessoas comuns e do fotojornalista Phil Sheldon ao viver em um mundo de super-heróis e vilões.
Busiek, Ross, e Brent Anderson, criaram a série Astro City, publicado originalmente pela Image Comics em 1995 e mais tarde pela Wildstorm Comics. A série apresenta um mundo super-herói, explorando como as pessoas comuns, super-heróis e vilões reagem em um mundo onde o fantástico é comum. Ross pinta as capas e ajuda a definir o figurino e a aparência geral de toda a série, que foi publicado esporadicamente nos últimos anos. Atualmente a série Astro City está sendo publicada no Brasil pela Panini Comics desde 2015.

Capa da edição definitiva lançada no Brasil, apresentando os heróis da trama

Em 1996, Ross trabalhou com o escritor Mark Waid na DC Comics e criaram a série O Reino do Amanhã (original em inglês The Kingdom Come), que apresenta um possível futuro para o Universo DC, em que Superman e vários outros super-heróis clássicos retornam da aposentadoria para domar uma geração de anti-heróis. O trabalho contou com versões de Heróis redesenhados por Ross de muitos personagens da DC, bem como uma nova geração de personagens. Ross co-criou o design original do personagem Magog e também do Robin Vermelho, ambos apareceram pela primeira vez em O Reino do Amanhã. O escritor e executivo da DC Comics, Paul Levitz, disse que "o profundo conhecimento de Waid sobre o passado dos heróis serviu-lhes bem, e o estilo de arte pintada de Ross fez uma declaração poderosa sobre a realidade do mundo que eles construíram."
Após Reino do Amanhã, Ross ilustrou a mini série Tio Sam, uma obra para a linha Vertigo, um trabalho experimental que examinou o lado negro da história americana. Ross ilustrou as capas para Superman: Eternamente # 1 (Junho de 1998) e Batman: Terra de Ninguém # 1 (março de 1999). Entre os anos de 1998 a 2003, Paul Dini e Ross produziram edições anuais em tamanho Especial comemorando os aniversários de 60 anos dos heróis da DC, entre eles são, Superman: Paz na Terra, Batman: Guerra ao Crime, Shazam: Poder da Esperança e Mulher Maravilha: Espírito da Verdade, bem como mais outras duas especiais com a Liga da Justiça, que se chamam, Origens Secretas, e LJA Liberdade e Justiça.

### Década de 2000
No início de 2000, com o escritor Jim Krueger, Ross desenhou as capas e o design dos personagens para a trilogia Terra X, composta pelas seguintes obras: Terra X, Universo X, e Paraíso X, que combinou dezenas de personagens do Universo Marvel a partir de vários períodos do tempo.
Quando o filme Corpo Fechado, (original em inglês Unbreakable) de M. Night Shyamalan, foi lançado em 2001, a versão do DVD original nos Estados Unidos inclui um encarte com a arte original de Ross, bem como um comentário feito por Ross sobre super-heróis, e de características especiais do filme.
Em 2001, Ross ganhou elogios por seu trabalho em quadrinhos especiais que beneficiam as famílias dos que morreram no ataque do dia 11 de setembro de 2001, incluindo seus retratos de paramédicos, policiais e bombeiros. No final de 2001, Ross pintou quatro capas para a revista Guia TV, que mostravam os atores Tom Welling que interpreta o Clark Kent, a atriz Kristin Kreuk que interpreta Lana Lang, e o ator Michael Rosenbaum que interpreta o Lex Luthor na série de TV Smallville.
Ross projetou uma série de figurinos para o filme Homem-Aranha, embora eles não foram usados no filme. No jogo de PlayStation 2, é possível desbloquear uma versão jogável do projeto do Homem-Aranha feito por Ross, e também é possível jogar com o Duende Verde  com um dos trajes feito por Ross. Outros projetos de Ross para o game do Homem-Aranha está disponível também como um traje desbloqueável na versão do jogo Spider-Man 2: Enter Electro do PlayStation 2 .
No início de 2002 , Ross desenhou o cartaz promocional para o Academy Awards de 2002, que mostrava a estatueta do Oscar no topo de um edifício. A Academia emprestou a Ross uma estatueta real do Oscar por uma semana para ele usar como referência para a pintura. Ross afirmou que ele fotografou os  membros de sua família como se eles estivessem recebendo o troféu. Nesse mesmo ano, ele foi um dos quatro artistas que desenharam o Homem-Aranha em uma das capas para revista TV Guide no dia 27 abril de 2002, com uma impressão promocional para o filme do Homem-Aranha.
Em 2003, a editora americana Pantheon Books publicou o livro Mythology: The DC Comics Art of Alex Ross, escrito e feito por Chip Kidd, e com um prefácio escrito por M. Night Shyamalan. No final de 2005, uma versão mais compacta do livro foi publicada para incluir novos trabalhos feitos por Ross, incluindo esboços de sua nova mini-series intitulada Justiça. Também em 2004, Ross fez 15 pinturas para os créditos iniciais do filme Homem-Aranha 2. Os desenhos apresentam elementos-chave do primeiro filme. Ross mais tarde doou as pinturas para ser leiloado no eBay para beneficiar uma instituição do Câncer nos Estados Unidos.
Em 2005, Ross desenhou a capa de DVD para o re-lançamento de Gatchaman, pela ADV Films. Ele apareceu em um extra do DVD discutindo sobre sua participação e a importância que Gatchaman teve em sua carreira.
Em agosto de 2005, Ross trabalhou novamente com o escritor Jim Krueger e com o desenhista Doug Braithwaite, na série Justiça. A série concentra-se sobre os inimigos da Liga da Justiça da América em tentar tornar o mundo melhor.
A capa do reedição do DVD do filme Flash Gordon de 1980, sendo relançado em 7 de agosto de 2007 nos Estados Unidos, apresenta uma capa pintada por Ross. Ross diz ser um ávido fã do filme, ele estrelou em um extra do DVD onde discutiu sobre o filme, que ele chama como seu "filme favorito de todos os tempos".
Em 2008, Ross embarcou em projetos centrados em personagens da Era de Ouro em domínio público, intitulado Projeto Superpowers, juntamente com o roteirista Jim Krueger, para editora Dynamite Entertainment, no Brasil foi editado pela Devir Livraria. Nesse mesmo ano, Ross escreveu e ilustrou Avengers/Invaders, que apresentam os personagens da Marvel, mas foi publicado originalmente pela Dynamite Entertainment. A história coloca versões da Segunda Guerra Mundial de Capitão América, Namor, e outros personagens clássicos da Marvel contra os grupos dos Vingadores mais modernos.
No final de 2008 foi lançado nos Estados Unidos duas ilustrações feitas por Ross em camisetas: "Bush Sucking Democracy Dry", com George W. Bush como um vampiro sugando o sangue da Estátua da Liberdade, e, "Time for a Change", que caracteriza Barack Obama como um super-herói. A última camiseta foi vista com Obama usando em um evento público.

### Década de 2010
Outros projetos de Ross para Dynamite Entertainment incluem como o diretor criativo na série de quadrinhos O Fantasma, e em Kirby: Genesis juntamente com Kurt Busiek, essa minissérie estreou originalmente nos Estados Unidos em 2011 e foi editado no Brasil pela Editora Mythos em 2014. A última parceria que Ross teve com Kurt Busiek foi em Marvels, em 1994, e essa nova série, Kirby: Genesis, dispõe de um grande grupo de personagens de propriedade do artista Jack Kirby, como Silver Star, Captain Victory, Galaxy Green, Tiger 21 e os The Ninth Men, os direitos desses personagens foram licenciados pela Dynamite Entertainment. Ross ilustrou as capas, e alguns desenhos internos, além de supervisionar o livro geral com Busiek, que era o escritor. Kirby: Genesis conta também com a arte do brasileiro Jack Herbert, onde sua arte combina de forma harmoniosa com a arte de Ross.
Desde 2011, Ross tem sido o artista principal das capas para vários títulos da Dynamite Entertainment, tais como The Green Hornet, Silver Star, Captain Victory, The Bionic Man, Lord of the Jungle, The Spider, entre outros. Ross em 2012 voltou a ilustrar no interior da primeira edição de Masks, publicado originalmente pela Dynamite Entertainment e posteriormente publicado no Brasil pela Editora Mythos em 2015. Masks conta uma história em que O Sombra, O Aranha, O Besouro Verde, Zorro e outros hérois se unem para combater uma ameaça mútua. A Dynamite Entertainment anunciou que Ross iria ilustrar capas para a série Fighting American.
Em 2012, Ross pintou o personagem principal do game Assassins Creed III na capa da edição de colecionador, em abril de 2012. E em 2013, Ross criou um pôster exclusivo para o jogo Watch Dogs.

### DC Comics
- Action Comics #800 (one page, among other artists) (2003)
- Batman Black and White #2 (2002)
- Batman: War on Crime (1999)
- JLA: Liberty and Justice (2003)
- JLA: Secret Origins (2002)
- Justice, limited series, #1–12 (painting over Doug Braithwaite pencils, 2005–07)
- Kingdom Come, miniseries, #1–4 (1996)
- JSA Kingdom Come Special: Superman (pencil art, colors by Alex Sinclair) (2009)
- Sandman Mystery Theatre Annual #1 (eight pages, among other artists) (1994)
- Shazam!: Power of Hope (2000)
- Superman: Peace On Earth (1999)
- Superman and Batman: World's Funnest (two pages, among other artists) (2000)
- U.S. (aka Uncle Sam), miniseries, #1–2 (1997)
- Wonder Woman: Spirit of Truth (2001)

### Marvel Comics
- All-New X-Men #25 (two pages, among other artists) (2014)
- Captain America #600 (two pages, among other artists) (2009)
- Clive Barker's Hellraiser #17 (1992)
- Earth X #1–12 (backup text stories) (1999–2000)
- Marvels, miniseries, #0–4 (1994)

### Outras Publicações
- Battle of the Planets #0.5 (pencils only, among other artists) (Image, 2002)
- Kirby Genesis #0–3 (with Jack Herbert) (Dynamite, 2011)
- Masks #1–present (Dynamite, 2012)
- Miracleman: Apocrypha #3 (nine page story) (Eclipse, 1992)
- Project Superpowers #1–8; vol. 2 #1–13 (Dynamite, 2008–2010)
- Terminator: The Burning Earth, miniseries, #1–5 (Now, 1990)

### DC Comics
- Action Comics #871 (2009)
- Astro City:
- Astra Special #1–2 (2009)
- Arrowsmith (2004)
- A Visitors Guide (2004)
- Beauty (2008)
- Dark Age, Book One #1–4 (2005)
- Dark Age, Two #1–4 (2007)
- Dark Age, Book Three #1–4 (2009)
- Dark Age, Book Four #1–4 (2010)
- Dark Age 1: Brothers and Other Strangers (2008)
- Local Heroes #1–5 (2003–04)
- Samaritan (2006)
- Silver Agent (2010)
- Special #1 (2004)
- Batman #676–686 (2008–09)
- Batman: Harley Quinn #1 (1999)
- Batman: Legends of the Dark Knight #100 (1997)
- Batman: No Man's Land #1 (1999)
- Black Adam: The Dark Age, miniseries, #1 (2007)
- Captain Atom: Armageddon (2005)
- Countdown to Infinite Crisis #1 (painting over Jim Lee pencils) (2005)
- Crisis on Multiple Earths #1, 3–4 (2002–06)
- DC Comics Presents (Julius Schwartz tribute):
- The Flash (2004)
- Mystery in Space (2004)
- Detective Comics #860 (2010)
- Green Lantern (vol. 4) #1 (variant cover)
- The Greatest Stories Ever Told:
- Batman #1–2 (2005–07)
- Flash (2007)
- Green Lantern (2006)
- JLA (2006)
- Joker (2008)
- Shazam! (2008)
- Superman #1–2 (2004–06)
- Superman/Batman (2007)
- Wonder Woman (2007)
- History of the DC Universe (2002)
- Justice League of America vol. 2 #12; The Lightning Saga (2007–08)
- JSA #68–69, 72–81; Annual #1 (2005–08)
- JSA Kingdom Come Special: Magog (2009)
- JSA Kingdom Come Special: The Kingdom (2009)
- Justice Society of America vol. 3 #1–26 (2007–09)
- 9-11: The World's Finest Comic Book Writers & Artists Tell Stories to Remember #2 (2002)
- Space Ghost, miniseries, #1–6 (2005)
- Spectre (vol. 3) #22 (1994)
- Supergirl (vol. 4) #35
- Superman #675–683 (2008)
- Superman: Forever #1 (1998)
- Superman: Strength, miniseries, #1–3 (2005)
- Superman vs. the Flash (2003)

### America's Best Comics
- America's Best Comics Special #1 (2001)
- Promethea #1 (1999)
- Tomorrow Stories #1 (1999)
- Tom Strong #1 (1999)
- Top 10 #1 (1999)

### Dynamite Entertainment
- A Game of Thrones #1–2 (2011)
- Avengers/Invaders, limited series, #1–12; Giant-Size #1 (2008–09) (Marvel/Dyamite)
- Bionic Man #1–5 (2011)
- Black Terror #1–10 (2008–09)
- Buck Rogers #1 (2010)
- Captain Victory #1–4 (2011–12)
- Death-Defying' Devil #1–4 (2008–09)
- Dragonsbane #1 (2012)
- The Green Hornet #1–12 (2010–11)
- Kirby Genesis #1–4 (2011)
- Lord of the Jungle #1 (2012)
- Lone Ranger, vol. 2, #1 (2012)
- Silver Star #1–3
- Last Phantom #1–10 (2010–12)
- Masquerade #2–4 (2009)
- Vampirella #1 (2010)
- Voltron #1–2 (2011–12)
- Marvel Comics[edit]
- The Amazing Spider-Man #568, 600 (2008–09)
- Captain America vol. 5 #34 (2008)
- Earth X #0 (1999)
- Captain Marvel vol. 3 #1, 3, 17 (2002–03)
- Daredevil #500 (2009)
- Daredevil/Spider-Man, miniseries, #1–4 (2001)
- 4 (Universe X Special) #1 (2000)
- Guardians of the Galaxy vol. 3 #18 (2014)
- Guardians 3000 #1-Present (2014-Present)
- The Incredible Hulk #600 (2009)
- Invaders Now!, miniseries, #1–5 (2010–11)
- Miracleman, reprint, #5 (variant cover) (2014)
- Spider-Woman, vol. 2 #1 (2009)
- The Torch, miniseries, #1–8 (2009–10)
- Uncanny X-Men #500 (2008)
- Savage Hulk #1 (2014)
- Secret Wars, event, #1-3 (2015)

### Outras Publicações
- Battle of the Planets #1–12 (2002–03) (Image)
- Battle of the Planets/Thundercats (2003) (DC/Image)
- Battle of the Planets/Witchblade (2003) (Image)
- Call of Duty: Black Ops II "Origins" Downloadable Content Cover Art (2013)
- Life with Archie #37 (variant cover) (Archie Comics)
- Star Wars #1–20 (2013-2014) (Dark Horse)

## Brinquedos
A divisão de colecionáveis da DC Comics produziu três conjuntos de figuras de ação da história em quadrinhos de Reino do Amanhã baseado em trabalhos artísticos de Alex Ross. O primeiro conjunto de números incluídos eram Superman, Mulher Maravilha, Lanterna Verde e Hawkman. O segundo conjunto incluiu Batman, Robin Vermelho, Capitão Marvel, e Kid Flash. O último conjunto incluindo Magog, Flash, Mulher Maravilha com armadura, e Deadman. Uma figura exclusiva do Arqueiro Vermelho Roy Harper foi lançado pela revista ToyFare. A linha de brinquedos DC Direct também lançou vários outros personagens feitos por Ross concebidas através de seus toylines Elseworlds. Esses números incluíam o Spectre, Norman McCay, Jade, Nightstar, Aquaman e Besouro Azul. Ross desenhou o traje atual que a Batwoman veste; este personagem foi lançado em forma de action-figure pela DC Direct, como parte de sua linha "52" de brinquedos.
A empresa de brinquedos DC Direct lançou uma linha de figuras de ação para a série de quadrinhos Justiça (DC Comics), baseado em trabalhos artísticos Alex Ross:
- Series 1: Bizarro, Sinestro, Cheetah, Flash, Superman, Superman (variant)
- Series 2: Aquaman, Batman, Black Canary, Black Manta, Parasite
- Series 3: Green Lantern, the Joker, Plastic Man, Poison Ivy, Wonder Woman
- Series 4: Black Adam, Hawkman, Shazam!, Solomon Grundy, Zatanna
- Series 5: Brainiac, Green Arrow, Lex Luthor, Martian Manhunter, Martian Manhunter (Translucent), Red Tornado.
- Series 6: Batman Armored, Green Lantern Armored, Hawkgirl, Scarecrow.
- Series 7: Aquaman Armored, Gorilla Grodd, Green Lantern John Stewart, Superman Armored
- Series 8: Batgirl, Captain Cold, Supergirl, Toyman

## Prêmios
Os Prêmios de Ross incluem uma Will Eisner Award 1997 para a série Kingdom Come, com Mark Waid
E uma como desenhistas nacionais da sociedade Comic Book Award 1998 para Superman: Paz na Terra.
Ross ganhou CBG Fan Award do Guia do Comprador para Comics como pintor favorito durante sete anos seguidos. O editor de quadrinhos sênior Maggie Thompson comentou em relação a este em 2010, "Ross pode ser simplesmente o pintor favorito do ramo. Isso é o fato de que muitos pintores notáveis estão trabalhando nas histórias em quadrinhos de hoje".